# Palacio de Villabona
El palacio de Villabona, o casa-palacio de Villabona, es una casona palaciega situada en las cercanías del lugar de Villabona en el concejo de Llanera en Asturias (España). Es uno de los monumentos mejor conservados del concejo y el más destacado de la parroquia de Villardeveyo.
También conocido como palacio del Conde de San Antolín y Señor de Villorio, es Bien de Interés Cultural con categoría de Monumento.
Dentro del edificio, destaca la capilla dedicada a los Reyes Magos, trazada por Juan de Naveda, datada en 1625.

## Situación

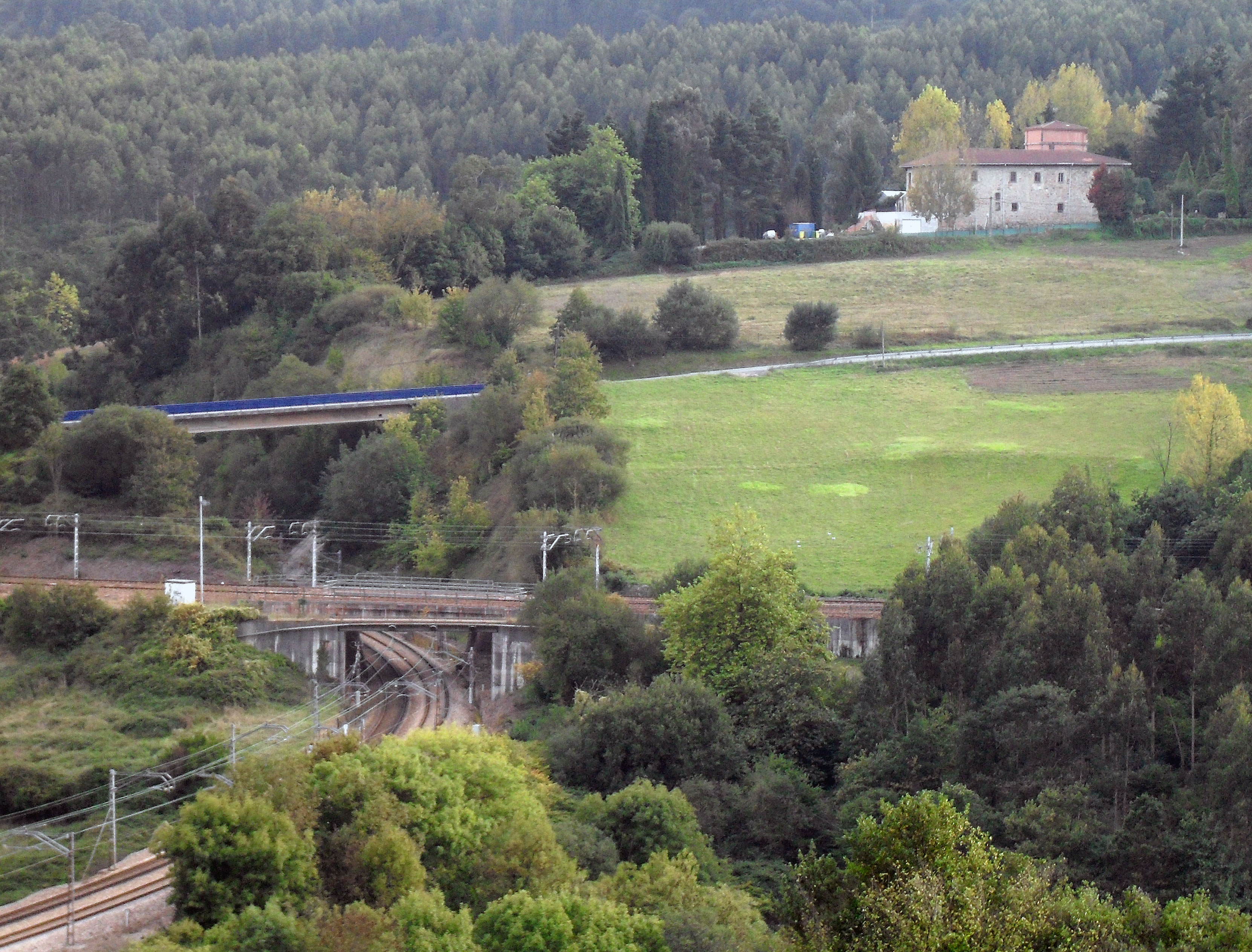
En el extremo superior derecho se observa el palacio (fachada norte) y la finca que lo rodea. Por delante de ambos aparece la variante de la AS-325 que evita el paso por el núcleo de Villabona. Esta calzada pasa por encima de la línea férrea Palencia-Gijón, que es también sobrepasada por la Villabona-Avilés-San Juan de Nieva

Se encuentra situado al oeste del núcleo de Villabona, en la parroquia de Villardeveyo, en el concejo asturiano de Llanera, en España. Está próximo al mismo y a su estación de ferrocarril. El acceso rodado al mismo se realiza a través del antiguo trazado de la carretera AS-325, que cruza el núcleo y es el acceso a la estación. El palacio se encuentra rodeado de una finca, en cuya entrada desde la carretera citada estuvo colocada una portada procedente del convento de Santa Clara de Oviedo. 

## Descripción
La casona tiene planta rectangular con una torre en la esquina suroeste, siendo su fachada principal actual la occidental. En el pasado el palacio contó, al menos, con otra torre en su ángulo noroccidental, de la que solo quedan restos de algunos apoyos en la fachada septentrional.
El edificio se estructura en cuatro crujías alrededor de un patio central rectangular, con una cubierta moderna y con galerías talladas de madera. La sustentación de cubierta y galerías se realiza mediante cuatro columnas. La escalera de acceso al piso superior se sitúa en la nave septentrional, a donde fue traslada desde su ubicación original.

### Fachada principal
La fachada principal actual es la occidental y presenta dos pisos. En el inferior la puerta principal se encuentra flanqueada por dos saeteras aveneradas. En el superior, sobre la puerta existe un balcón volado. Y ambos lados de este, los escudos de armas de los Alonso de Villabona y de los Portal de Oviedo. El de los Portal tiene la singularidad, con respecto a otros de su linaje, de que la cruz de los Ángeles, en vez de aparecer en jefe, está bajo el lobo, «que parece saltar sobre ella». Soto (1982) describe los muros de la fachada como enlucidos en blanco.

### Torre
La torre, de planta cuadrada y cuatro pisos de alzado, se cubre a cuatro aguas. En la pared correspondiente a la fachada principal se encuentra, en el piso inferior, el acceso a la capilla; y en los pisos segundo y tercero sendos vanos de medio punto. En el antepecho del vano del tercer piso se conserva una inscripción relativa a las obras de traslado de la casa y de la capilla, entre 1661 y 1669. Y en el lateral meridional del vano, un escudo de armas, que Sarandeses atribuye a la casa de los Quintana.
Según Cobo et al. la fachada oriental fue la principal desde fines del siglo XVII (en que se incendió la torre de la esquina noroeste y se rehízo el palacio) hasta principios del siglo XIX y tuvo un corredor. Soto (1982) afirma que dispone de un «pequeño pórtico de sencilla y reciente factura en la planta baja».
La fachada meridional dispuso de una «galería de trazas populares» que fue sustituida por una acristalada tras la guerra civil española.

### Capilla

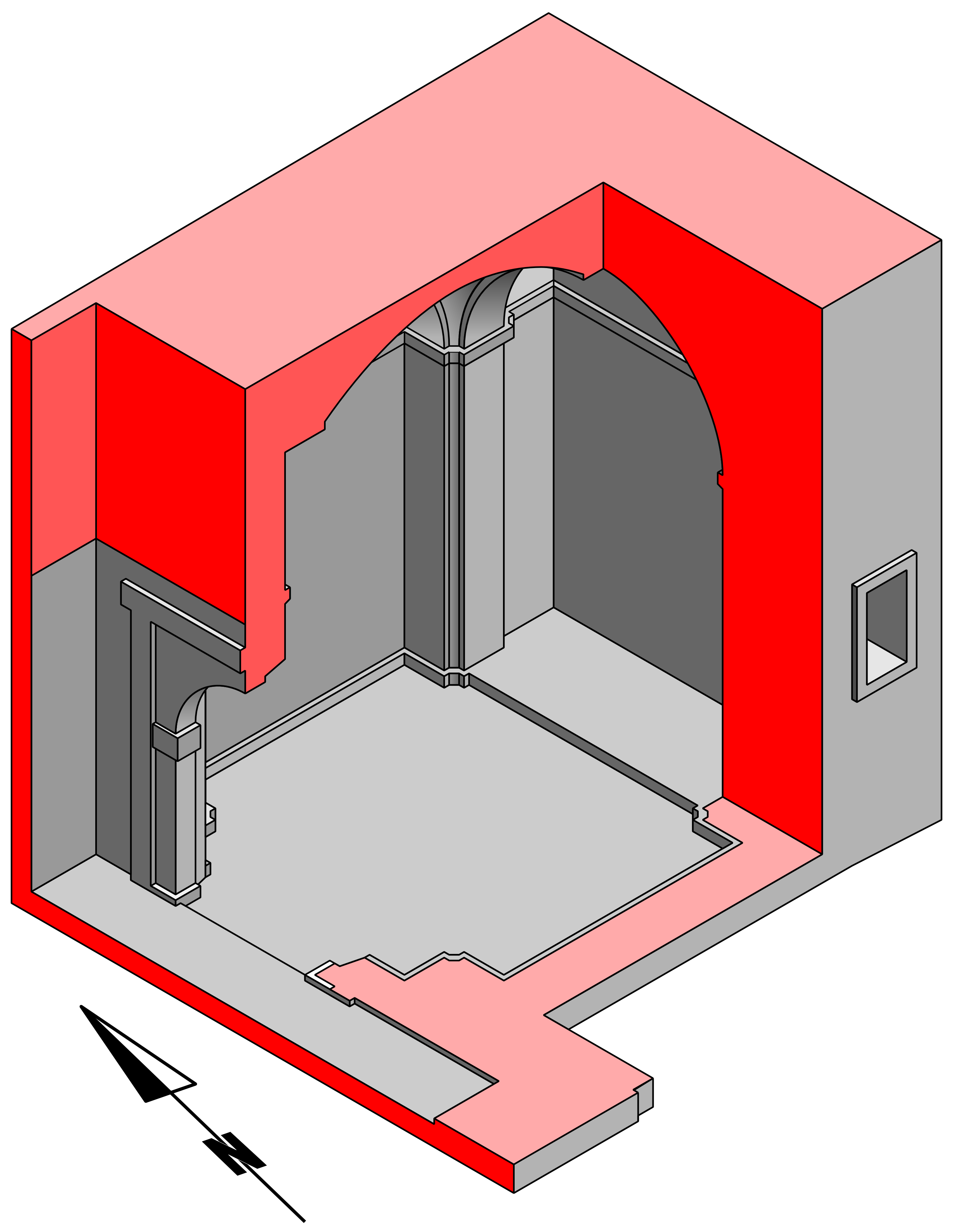
Corte esquemático mostrando el interior de la capilla.

El elemento más notable del palacio es la capilla dedicada a los Reyes Magos. El acceso a la misma se realiza por el piso inferior de la torre, donde una estancia hace las funciones de pórtico. Trazada por el arquitecto montañés Juan de Naveda, está formada por dos naves, una rectangular, donde se sitúa el altar y otra cuadrada. Esta nave consta de cuatro arcos de medio punto que sostienen una bóveda vaída de media naranja con pechinas en los ángulos, apoyando sobre pilastras achaflanadas.
En la imposta de la nave cuadrada se conserva la siguiente inscripción: 

ESTA. CAPYLLA. / HYZYERON. A SV COSTA. TORYBYO ALONSO DE VYLLA.BONA SEÑOR DE LA CASSA DE VILLA. BONA. Y QVYTERYA. GONÇALEZ DE OVYEDO Y DEL PORTAL. SV. MVG / ER. A HONOR DE LOS TRES SANTOS. REYES. MAGOS. LA DOTARON CON. DOZE MYSSAS. DE ANYBER / SSARYO CADA. AÑO. DYCHAS. DENTRO. DE SU OCTABARYO. SOBRE. ESTAS CASSAS QVE ESTAN. DEBAXO DELLA CON SV CERCADO Y A / SYENTO Y VIENES. A ELLA ANEXOS. AÑO. M.D.C.XX.V.

Dicha inscripción ya estaba prevista antes de su construcción y en ella se nombra a los señores del palacio, Toribio Alonso de Villabona y a su esposa, Quiteria González Oviedo y Portal, cuyos escudos de armas se conservan en la fachada del palacio. Toribio Alonso de Villabona fue procurador del concejo de Llanera, entre 1599 y 1621, y juez de la ciudad de Oviedo.
La capilla fue un encargo de Toribio Alonso de Villabona a Juan de Naveda, en 1623. Las obras se contrataron el 25 de septiembre de ese año al maestro cantero Juan Gómez de Somomayor. La capilla debía estar finalizada el 1 de octubre de 1624. En noviembre, el propio arquitecto tuve que mediar entre Toribio y Juan Gómez, para tasar la obra construida (en 2300 reales) ante la falta de acuerdo entre ambos.
La capilla se proyectó como edificio exento, convirtiéndose posteriormente en oratorio al ser incluida dentro del palacio, en la segunda mitad del siglo XVII, debido al crecimiento del edificio. Dotada originalmente de un retablo de madera, sólo se conservan dos tablas del mismo. En una de ellas aparece el niño Jesús y sus padres, María y José, mientras que en la otra se muestra a santa Eulalia.

### Portada

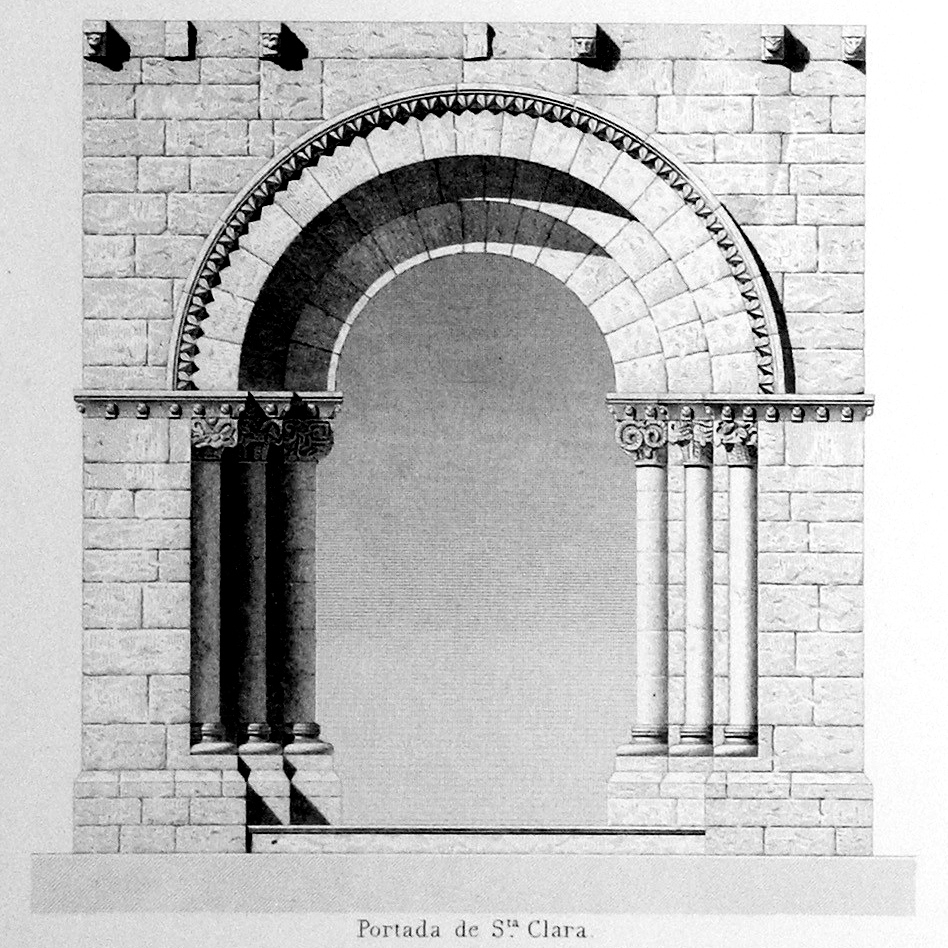
Dibujo de la portada románica del convento de Santa Clara (Oviedo) para la obra Monumentos Arquitectónicos de España: Principado de Asturias, de Amador de los Ríos, por Jerónimo de la Gándara.

En la entrada actual a la capilla, en la fachada de la torre, se encuentran algunos restos de la portada románica del convento de Santa Clara de Oviedo. Dicha portada consistía en tres arquivoltas desornamentadas y de medio punto, con guardapolvo y una chambrana decorada con puntas de diamante. Arquivoltas y guardapolvo descansaban sobre los capiteles de tres pares de columnas y sobre ellos, cimacios decorados con bolas que se prolongaban en impostas. Sobre el conjunto se disponía el tejaroz apoyado sobre canecillos. La portada fue desmontada en 1886 y trasladada al palacio.
En el palacio se conservan dos de los seis capiteles y otros dos forman parte del fondo del Museo Arqueológico de Asturias. Una de las cestas tiene ornamentación de hojas en espiral y la otra de aves sobre acantos. Por su parte, de los canecillos originales, solo se conservan dos, uno decorado con cabeza de pico y otro, similar, con un cilindro con una lengüeta triangular o apomado.
En su disposición tras 1986 la única arquivolta que se conserva, la exterior de las tres originales, se apoya sobre sillares también procedentes del convento. Sobre ella se sitúa el guardapolvos que reposa sobre los capiteles conservados que a su vez descansan sobre dos columnas no correspondientes con la portada original. Sobre el guardapolvos se sitúan las impostas y los dos canecillos.

## Historia
El edificio se construyó a mediados del siglo XVII si bien sufrió diferentes reformas en los siglos XVII y XVIII. De la fábrica original solo se conserva la torre de cuatro plantas. Probablemente el conjunto perteneciera a la noble familia de los Quintana pues su escudo aparece en el tercer piso de la torre, en la fachada principal. 
Entre 1661 y 1669 se construye la fachada actual que originalmente contaba con dos torres de la que se conserva una tras haber sido destruida una de ellas en un incendio acontecido a finales del siglo XVII. En el antepecho de la ventana del segundo piso de la torre se conserva esta inscripción relatva a su construcción:

NİSİ DOMİNVS ÆḊFİCABERİT DOMU
M İN BANVM LABORAVERUNT
QVİ AEḊḞCANT EAN     EStA CASA COn
SVS ArmAS fve trASLAdADɑ İ İncorporɑDɑ
COn eSTA CAṗİLLA A expensɑs De Los seño
res BALThAsɑr ɑLO De VaBonɑ svBcesor Dve
ño İ POSeeDor DeLLɑ İ Doñɑ Theresɑ De Rİ
Verɑ sv mvger començose estɑ hoBrɑ
Año De 1661     ɑcɑvose ɑño De 1669 oños

El aspecto actual de la torre se debe a una restauración realizada en 1986. En dicha actuación se sustituyeron las almenas de su parte superior por la cubierta actual y en su entrada se colocó una portada románica que perteneció al Convento de Religiosas de Santa Clara de Oviedo. Anteriormente, la portada forma parte del cierre de la finca del palacio, como acceso a su interior. En este emplazamiento fue derribada parcialmente por un camión.
En la actualidad el palacio se utiliza para la celebración de banquetes de bodas, comuniones y congresos.

## Catalogación
Fue declarado como monumento histórico-artístico con carácter nacional por el Real Decreto 3250/1982 de 12 de noviembre de 1982, publicado en el BOE del 29 de noviembre de 1982.